# История резиденций на давних окраинах Речи Посполитой
«История резиденций на давнишних кресах Речи Посполитой» (пол. Dzieje rezydencji na dawnych kresach Rzeczypospolitej) — 11-томное описание дворянских усадеб в «восточных кресах», подготовленное польским историком и библиотекарем Романом Афтанази. Издано Институтом искусства Польской академии наук в 1986—1993 годах и издательством Оссолинеум в 1991—1997 годах. Большинство дворянских усадеб, освещённых в издании, погибли в XX веке.

## История создания
В первом издании эта работа называлась «Материалы к истории резиденций». В ней представлен детальный рассказ об истории имений, дворцов, усадеб, парков, которые находились на территории современной, а также древней Польши.
Предшественником Романа Афтанази был профессор Антон Урбанский. В своей серии четырёх книг «Кресовое мементо», изданных в 1928 и 1929 годах, описал многие усадьбы, разгромленные в 1917—1919 годах или отданные большевикам в рамках Рижского договора. Его книги отличались довольно популярным характером, в то время как работа Афтанази более соответствует стандартам научного труда. И тематика, и список описываемых мест тоже расширились, так как после перехода восточных территорий Польши к СССР в 1939 году многие памятники архитектуры были утрачены.
Роман Афтанази работал исключительно за свой счет — на свои собственные средства, по окончании официального трудового дня. В Польской Народной Республике направление его исследований не получало никакой государственной поддержки. «Одиночество помогло мне в этой работе», — как-то сказал он.
Труд Афтанази вводит в научный оборот множество неизвестных прежде материалов из семейных архивов собственников имений. Поэтому эта работа ценна как источник сведений по культурным ценностям Белоруссии, Латвии, Литвы, Молдавии, Польши, России и Украины.

## Содержание томов

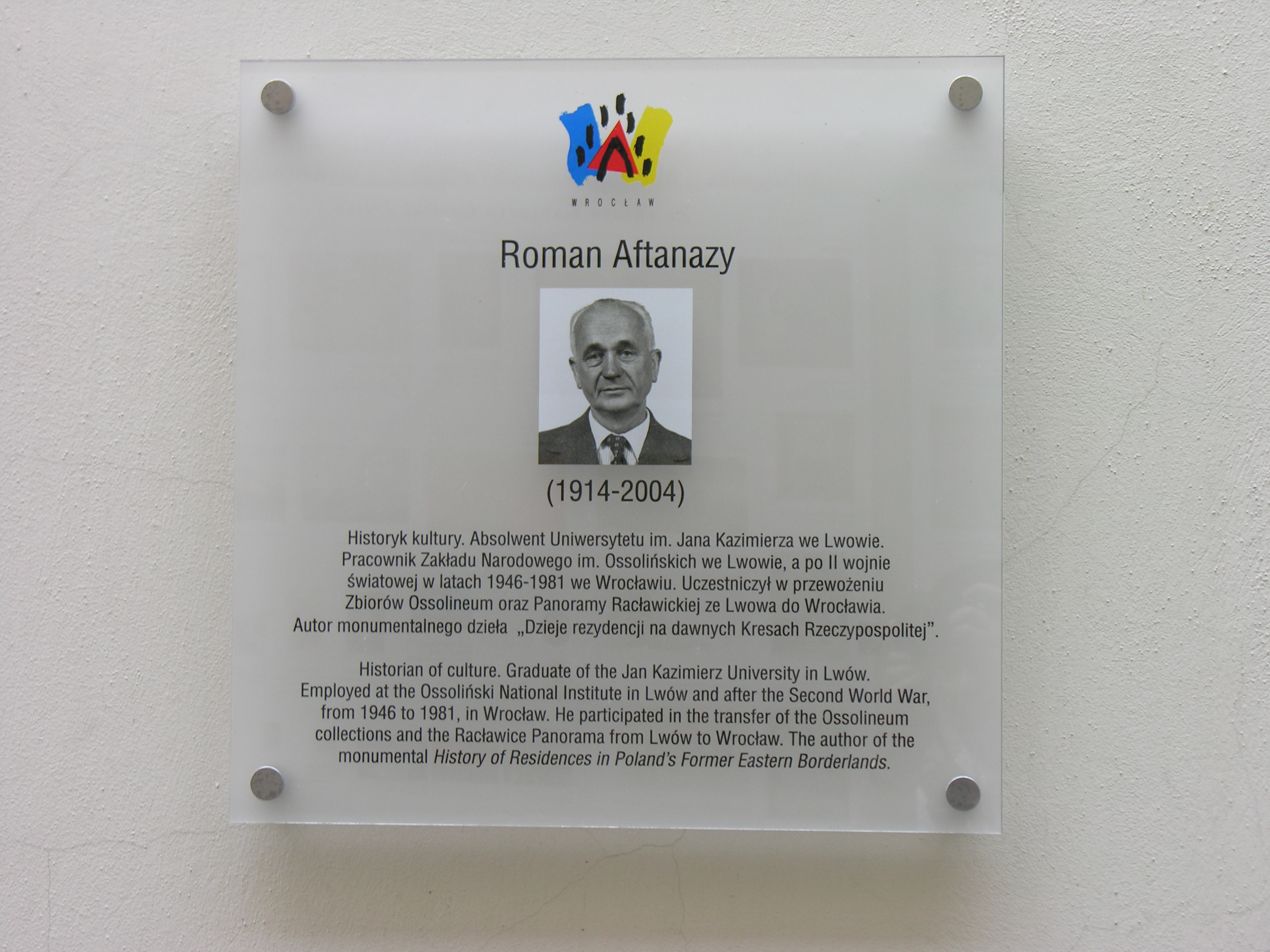
Мемориальная доска в память о Р. Афтаназы, Вроцлав

Общее количество страниц: 5875, количество иллюстраций: 6853. Содержит описание истории около 1500 польских дворцов и усадеб и их владельцев в восточной части Польши. Первый том вышел в 1986 году в объёме 500 экземпляров.
- том I — минское, мстиславское, полоцкое и витебское воеводства
- том II — берестейское и новогрудское
- том III — трокское воеводство, жемайтское староство, ливонское воеводство, Курляндия и Семигалия
- том IV — виленское воеводство и дополнения по прежним томам
- том V — волынское воеводство
- том VI — Белзское воеводство и холмская земля русского воеводства
- том VII — галицкая и львовская земли русского воеводства
- том VIII — перемышльская и санокская земли русского воеводства
- том IX — подольское воеводство
- том X — брацлавское воеводство
- том XI — киевское воеводство и дополнения по прежним томам

## Усадьбы, попавшие в БССР

### Минская область
Аннополь, Бацевичи, Барбаров, Березино (Минская область), Блонь, Борисовщина, Хальч, Ходасевичи, Хойники, Хотов, Цитва, Добосьня, Дудичи, Дукора, Острошицкий Городок, Глевин, Гнездилов, Головчичи, Гомель, Игнатычи, Калужици, Киселевичи, Королищевичи, Корытно, Красный Берег, Кухчици, Липов, Логойск, Логоза, Малевичи, Мстиж, Наровля, Ново Поле, Новоселки, Малые Новоселки, Великие Новоселки, Новый Двор, Ольса, Перошици, Прилуки, Раков, Раваничи, Рогинь, Русиновичи, Руссаковичи, Семков, Синча, Станьково, Старая Белица, Сутков, Слепянка, Смиловичи, Турск, Убель, Ужинец, Вязынь, Вепрята, Викторин (Беларусь), Водовичи, Замость, Заслав — в томе I (Минское воеводство)

### Могилёвская область
Анелин, Болин, Язвин, Кричев, Лучици, Массальщина, Старогрод, Вишенка, Выков — в томе I (Мстиславское)

### Витебская область
Бардиловичи, Белое, Бешенковичи, Бигосов, Бочейков, Черея, Дединка, Германовичи, Громоще, Иванск, Юстиниянов, Кохановичи, Лясковичи, Лужки, Мосар, Нача, Оболь, Орехово (Гребницких), Орехово (Забеллов), Освея, Паулы, Пышно, Таболки, Ухвище, Верьхов, Запасишки — в томе I (Полоцкое)
Белица, Черноручье, Друцк, Дубровна, Дыманов, Голашев, Городня, Яновичи, Юрцево, Константов, Межево, Великая Черница — в томе I (Витебское)
Каменка — в IV томе.

### Гомельская область
Острогляды,
Рудаков — в томе XI (Киевское воеводство)

### Брестская область
Альбрехтов,
Антополь,
Аттечизна,
Старое Березно,
Новое Березно,
Белин,
Бижеревичи,
Бренно,
Брынев,
Чахец,
Чернавчицы,
Дубровица-Воробин,
Дорошевичи,
Долгое,
Достоево,
Дубенец,
Дубое,
Гремяче,
Грушева,
Кабаки,
Кожан-Городок,
Ляховичи,
Линово,
Лунин,
Манкевичи,
Могильна,
Молодов,
Мутвица,
Новошици,
Ополь,
Остромечь,
Островки,
Острица,
Озяты,
Перекале,
Песочная и Заполе,
Пинск,
Петровичи,
Пирковичи,
Планта,
Поречье,
Пружаны,
Сехановичи,
Скоки,
Соха,
Старый Куплин,
Столин и Речица,
Щитники,
Теребежев,
Велесница,
Вистичи,
Витулин,
Волчин,
Вороцевичи,
Высоцк,
Высокое-Литовское,
Закозель,
Завище,
Заводы-Малые,
Забчицы — в томе II (Берестейское воеводство)

## Усадьбы, попавшие в Латвийскую ССР
| Местность           | Воеводство  | Том(а)   | Край           | Волость        |
| ------------------- | ----------- | -------- | -------------- | -------------- |
| Дрицаны             | инфлянтское | III      | Резекненский   | Дрицанская     |
| Иеронимов           | Инфлянтское | III      | Риебинский     | Рушонская      |
| Хофтенберг          | Инфлянтское | III      | Даугавпилсский | Науенская      |
| Янополь             | Инфлянтское | III      | Вилякский      | Сусайская      |
| Йосифова            | инфлянтское | III      | Даугавпилсский |                |
| Каменец-Инфлянтский | Инфлянтское | III      | Риебинский     | Рушонская      |
| Комбуль             | Инфлянтское | III      | Краславский    | Комбульская    |
| Краслав             | Инфлянтское | III и XI | Краславский    |                |
| Ланцкорона          | Инфлянтское | III      | Дагдский       | Шкяунская      |
| Ликсна              | Инфлянтское | III      | Даугавпилсский | Ликсненская    |
| Малнов              | Инфлянтское | III      | Карсавский     | малнавская     |
| Преле               | Инфлянтское | III      | Прейльский     |                |
| Презма              | Инфлянтское | III      | Резекненский   | Силмалская     |
| Розентово           | Инфлянтское | III      | Резекненский   | Малтская       |
| Рыбинишки           | Инфлянтское | III      | Риебинский     | Риебинская     |
| Варакляны           | Инфлянтское | III      | Вараклянский   |                |
| Вышки               | Инфлянтское | III      | Даугавпилсский | Вишкская       |
| Звирдин             | Инфлянтское | III      | Циблский       | Звиргзденская  |
| Бебра               | Курляндия   | III и XI | Илукстский     | Бебренская     |
| Казмеришки          | Курляндия   | III      | Неретский      | Пильскальнская |
| Курмен              | Курляндия   | III      | Лудзенский     | Пилдинская     |
| Шлоссберг           | Курляндия   | III и XI | Илукстский     | Пилскалнская   |
| Тизенгауз           | Курляндия   | III      | Илукстский     | Еглаинская     |

## Усадьбы, попавшие в ПНР
Бела,
Целесница,
Хородыще,
Кодень,
Непле,
Романов,
Роскош,
Ружанка — в томе II (Берестейское воеводство)

## Усадьбы, попавшие в РСФСР
Анинск (ныне Аннинское, Псковская обл.)

## Усадьбы, попавшие в УССР

### Волынская область
Любешов — в томе II (Берестейское воеводство)

### Винницкая область
Андрушевка,
Антополь
Белополье,
Махновка,
Новофастов,
Подорожня,
Райгород,
Снежная,
Спичинцы — в томе XI (Киевское воеводство)

### Кировоградская область
Александровка; Региментаровка и Несваткова — в томе XI (Киевское воеводство)

### Житомирская область
Андрушёвка
Бердичев,
Белиловка,
Бровки,
Брусилов,
Хабно,
Ходорков,
Чуднов,
Червона (18 вёрст от Чернорудки),
Дедовщина,
Держановка,
Ласки,
Молочки,
Мотовиловка,
Рогачи,
Ружин,
Троянов,
Тулин,
Турбиевка,
Турчиновэ,
Верховня,
Зарубинецкая Волица — в томе XI (Киевское воеводство)

### Киевская область
Березная,
Белая Церковь,
Александрия,
Чернобыль,
Дедовщина,
Дивин,
Гайворон,
Кривец,
Николаевка,
Великие Прицки,
Рудое Село,
Ставище,
Шапиевка,
Таганча,
Токаровка,
Томашовка,
Володарка — в томе XI (Киевское воеводство)

### Черкасская область
Стеблёв
Тимошовка — в томе XI (Киевское воеводство)

## Награды
За дело своей жизни Роман Афтанази получил многочисленные награды, которые получал с большой скромностью, часто говорил:

«Nie moja to zasługa, lecz tematu» («Не моя это заслуга, а только выбранной темы»)

- Главный приз Министра культуры и искусств (пол. Nagroda Główna Ministra Kultury i Sztuki) (1990)
- Научная премия Польской академии наук (пол. Nagroda Naukowa PAN) (1990)
- Награда Польского общества в изгнании в Лондоне (пол. Nagroda Polskiego Towarzystwa Naukowego na Obczyźnie w Londynie) (1990)
- Награда Фундации имени Ежи Лоека при институте Юзефа Пилсудского в Нью-Йорке (пол. Nagroda Fundacji im. Jerzego Łojka przy Instytucie Józefa Piłsudskiego w Nowym Jorku) (1993)
- Награда городского совета Вроцлава (пол. Nagroda Rady Miejskiej Wrocławia) (1993)
- Премия Польского научного фонда (пол. Nagroda Fundacji Nauki Polskiej) (1994)
- Премия Фонда Владислав и Нелли Туржанских из Торонто (пол. Nagroda Fundacji Władysława i Nelly Turzańskich z Toronto)
- Премия редакции «Обзор Восточный» (пол. Nagroda Redakcji «Przeglądu Wschodniego»)
- Награда имени Влодзимежа Петшака (пол. Nagroda im. Włodzimierza Pietrzaka)